# 허우밍하오
허우밍하오(중국어: 侯明昊, 병음: Hóu Mínghào, 한자음: 후명호, 1997년 8월 3일 ~ )는 중화인민공화국의 배우, 가수이다.